# Robert Reinick

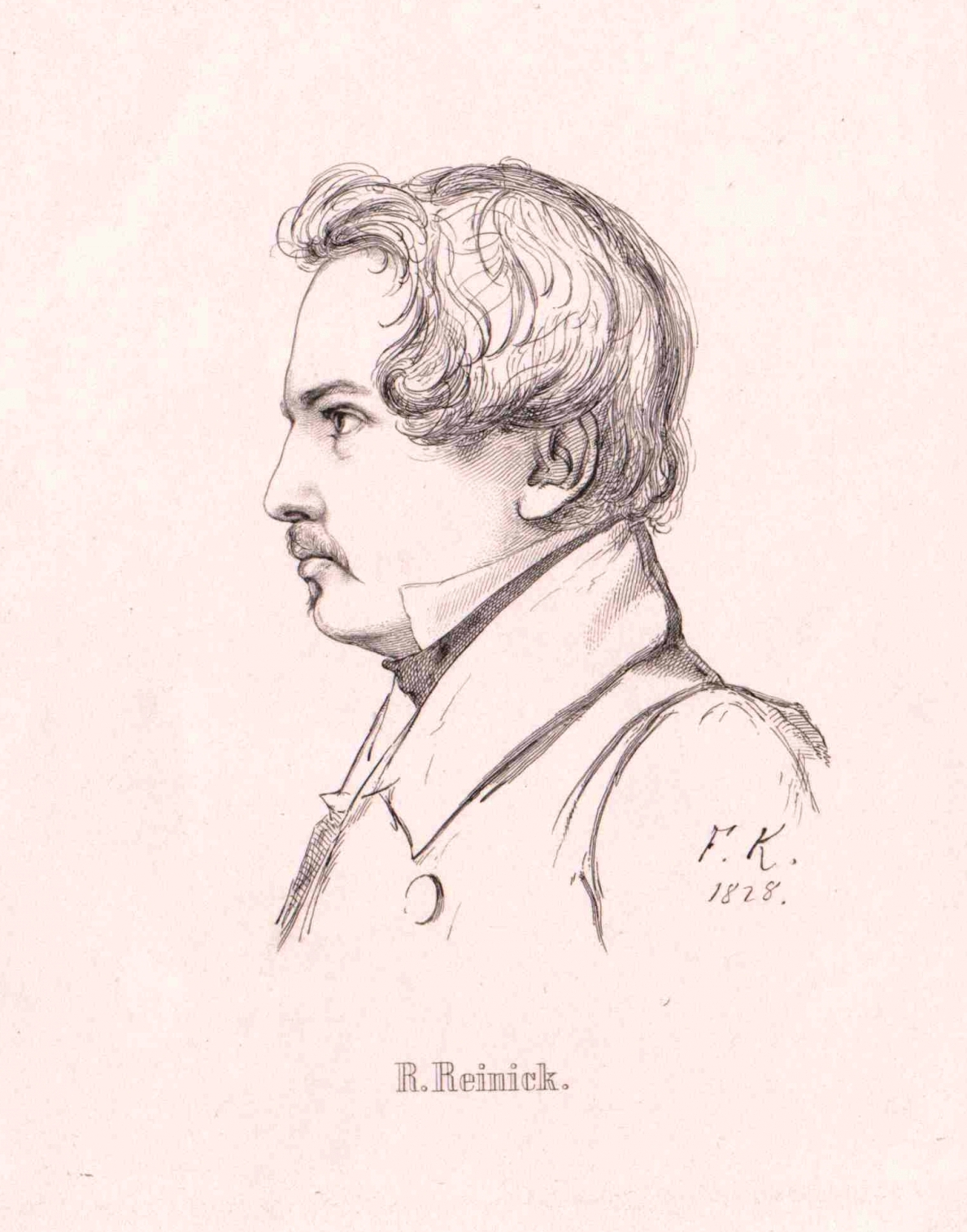
Robert Reinick, Zeichnung von Franz Kugler, 1828

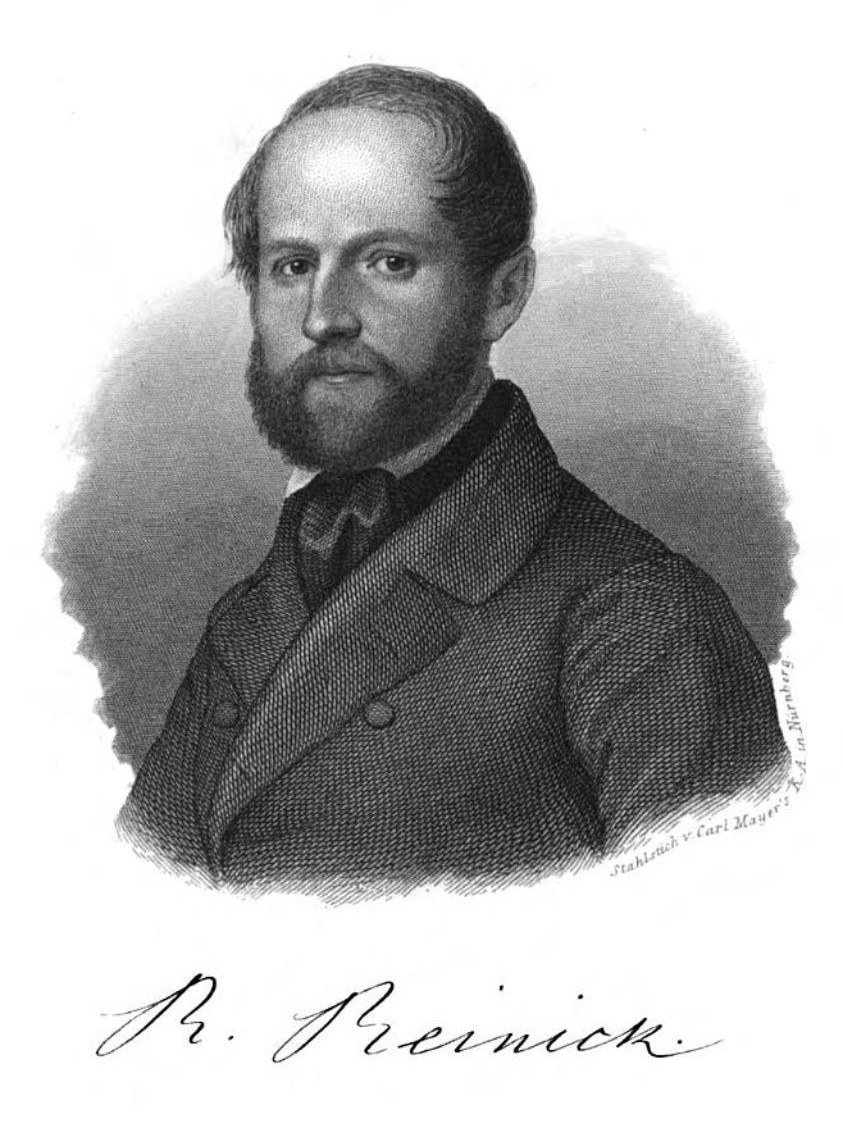
Robert Reinick, Stahlstich von Carl Mayer, 1853

Robert Reinick (* 22. Februar 1805 in Danzig; † 7. Februar 1852 in Dresden) war ein deutscher Maler und Dichter.

## Leben

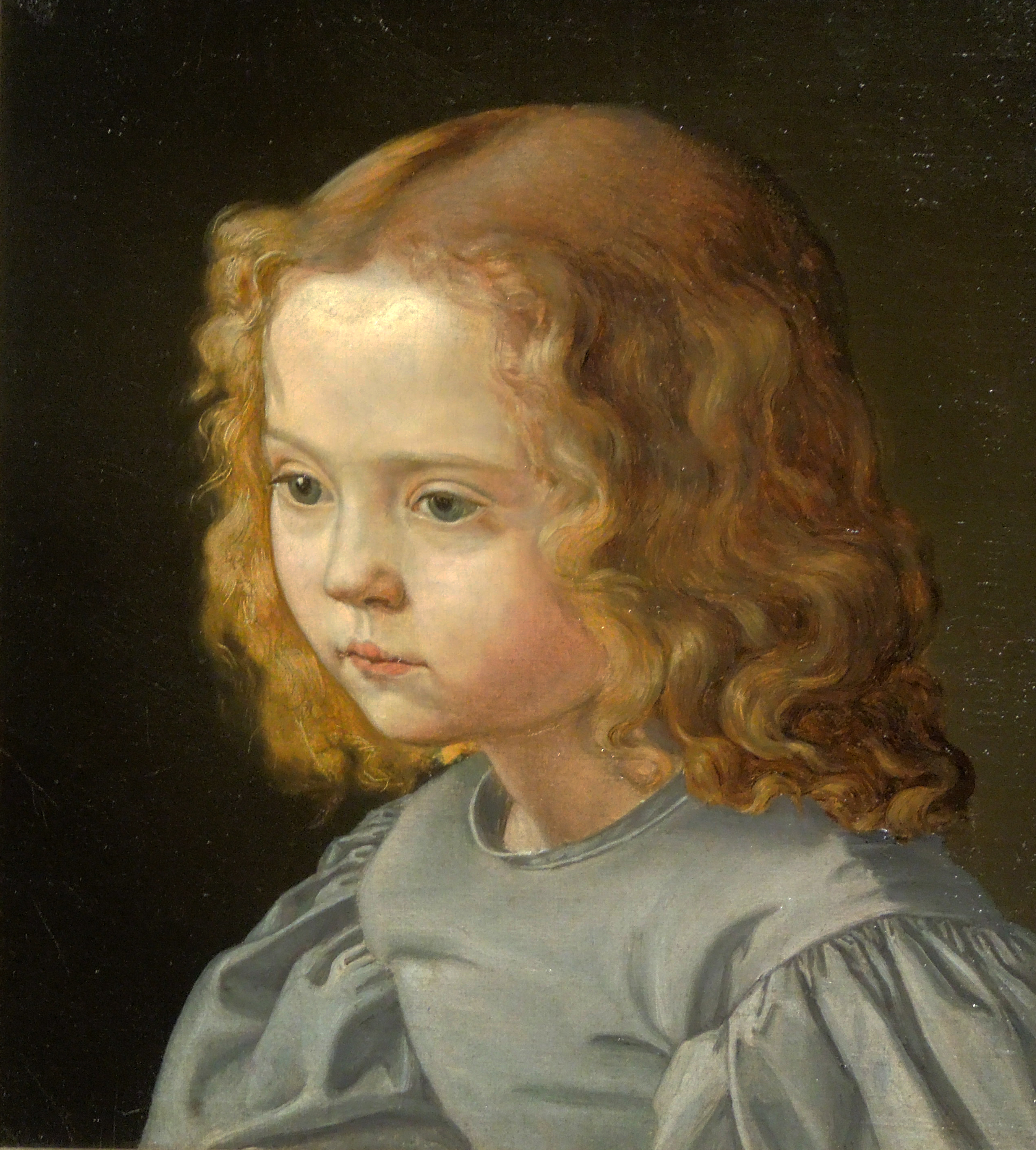
Mädchenkopf, um 1850

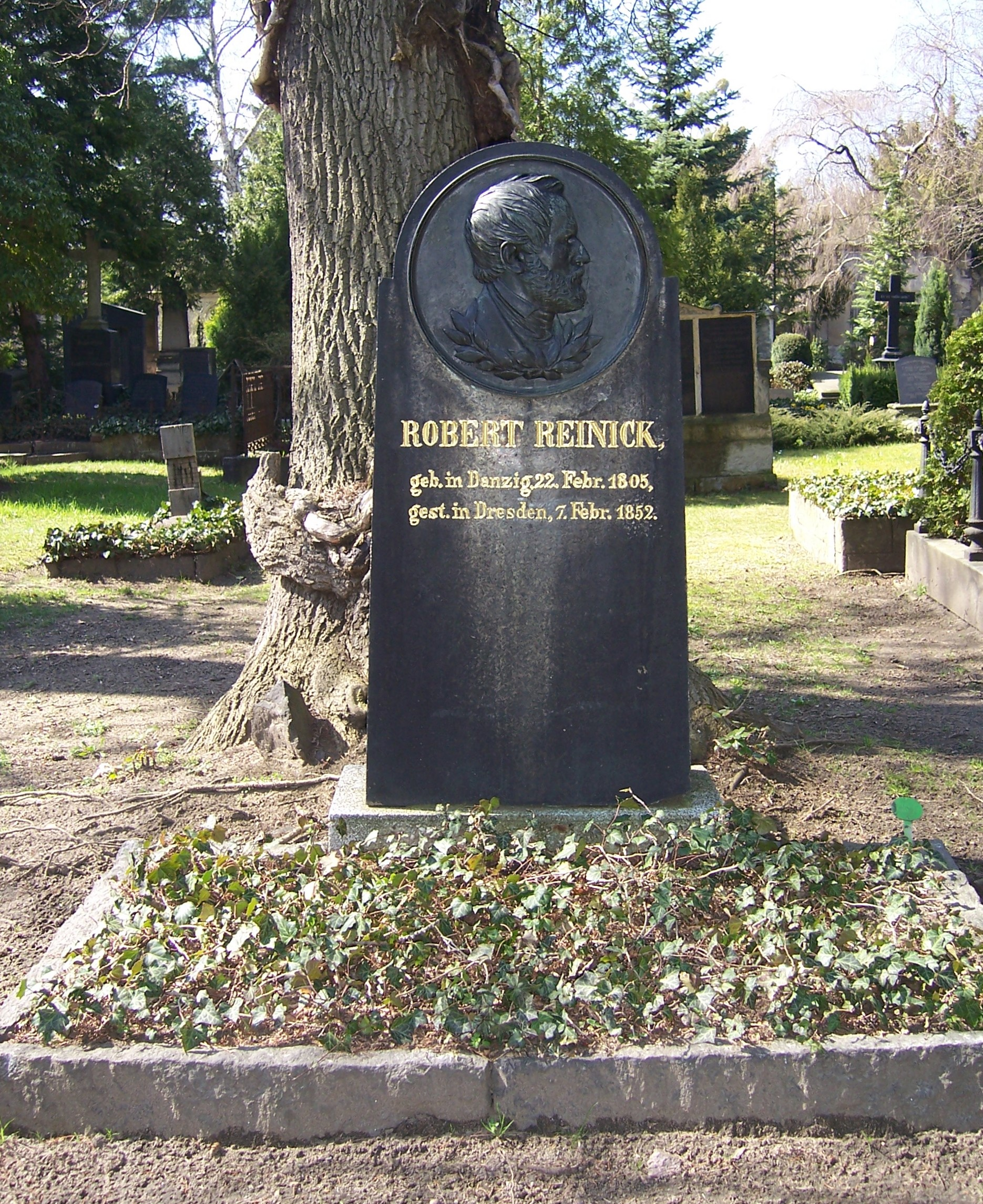
Grab Robert Reinicks auf dem Dresdner Trinitatisfriedhof

Reinick, Sohn eines Danziger Tuchgroßhändlers, besuchte das Danziger Gymnasium und ab 1825 die Kunstakademie in Berlin, ab 1827 als Schüler Carl Joseph Begas’ (auch Begasse). Er blieb bis 1831 in Berlin, wo er unter anderem mit Adelbert von Chamisso und Eichendorff im Austausch stand. Seit dieser Zeit wandte er sich neben der Malerei der Dichtung zu. Seine erste Veröffentlichung erschien 1830 und trägt den Titel Drei Umrisse nach Holzschnitten von A. Dürer mit erläuterndem Text und Gesängen. 
Nach 1831 setzte er seine Ausbildung an der Kunstakademie Düsseldorf unter Friedrich Wilhelm von Schadow fort und unternahm 1838 die unter Künstlern obligatorische Studienreise nach Italien. In Rom wurde er Mitglied der Ponte-Molle-Gesellschaft und diente ihr 1839/1840 als Vizepräsident sowie 1840/1841 als Präsident.
Im Jahre 1844 heiratete er und ließ sich in Dresden nieder, wo er bis zu seinem Tode als Dichter, Übersetzer und Kunstmaler wirkte. Zu seinem Bekannten- und Freundeskreis gehörten Franz Kugler, Theobald von Oer, Georg Wigand, Hugo Bürkner, Alfred Rethel, Robert Schumann, Richard Wagner und Ferdinand Hiller. Als bildender Künstler schuf Reinick auch Radierungen, die neben den Werken befreundeter Künstler in seinem grafischen Hauptwerk Lieder eines Malers mit Randzeichnungen seiner Freunde als Illustrationen Verwendung fanden. Daneben erlangte auch das bereits 1833 mit seinem Freund Kugler herausgegebene Liederbuch für deutsche Künstler größere Bedeutung.
Reinick schrieb zwei Opernlibretti: Konradin (vertont von Ferdinand Hiller; Uraufführung am 13. Oktober 1847 in Dresden) und Genoveva (von Robert Schumann zunächst abgelehnt, dann umgearbeitet; in der vertonten Fassung stammen etwa 200 Verse von Reinick). Von seinen Übersetzungen sind die Alemannischen Gedichte von Johann Peter Hebel hervorzuheben, die er ins Hochdeutsche übertrug.
Reinick verstarb 1852 zwei Wochen vor seinem 47. Geburtstag in Dresden und wurde auf dem Trinitatisfriedhof beigesetzt.
Robert Reinicks Gedicht Wie ist doch die Erde so schön, so schön! wurde von Johannes Brahms vertont (Juchhe! Nr. 4 von Sechs Gesänge, Op. 6). Es wurde einem breiten Publikum bekannt durch Loriots Film Ödipussi.

## Werke (Auswahl)
Digitalisierte Ausgaben der Universitäts- und Landesbibliothek Düsseldorf:
- ABC-Buch für kleine und große Kinder / gezeichnet von Dresdner Künstlern. Mit Erzählungen und Liedern von R. Reinick und Singweisen von Ferdinand Hiller. Wigand, Leipzig 1845. urn:nbn:de:hbz:061:2-1016
- Auch ein Todtentanz: aus dem Jahre 1848. 2. Auflage. Wigand, Leipzig 1849. urn:nbn:de:hbz:061:2-566
- Auch ein Todtentanz. 3. Auflage. Wigand, Leipzig 1849. urn:nbn:de:hbz:061:2-573
- Franz Kugler; Robert Reinick: Liederbuch für deutsche Künstler. Vereins-Buchh., Berlin 1833. urn:nbn:de:hbz:061:2-857
- Lieder eines Malers mit Randzeichnungen seiner Freunde. (Zwischen 1836 und 1852.)
  - Lieder eines Malers mit Randzeichnungen seiner Freunde. Schulgen-Bettendorff, Düsseldorf 1836, Probedruck. urn:nbn:de:hbz:061:2-2196
  - Lieder eines Malers mit Randzeichnungen seiner Freunde. Schulgen-Bettendorff, Düsseldorf 1838, farbige Mappen-Ausgabe. urn:nbn:de:hbz:061:2-18668
  - Lieder eines Malers mit Randzeichnungen seiner Freunde. Schulgen-Bettendorff, Düsseldorf 1838. urn:nbn:de:hbz:061:2-18244
  - Lieder eines Malers mit Randzeichnungen seiner Freunde. Buddeus, Düsseldorf, zw. 1839 und 1846. urn:nbn:de:hbz:061:2-84
  - Lieder eines Malers mit Randzeichnungen seiner Freunde. Vogel, Leipzig, ca. 1852. urn:nbn:de:hbz:061:2-18254
- In: Franz Kugler: Skizzenbuch. Reimer, Berlin 1830. urn:nbn:de:hbz:061:2-1374
- Ein Todtentanz aus dem Jahre 1848. Erfunden und gezeichnet von Alfred Rethel. Mit erklärendem Text von R. Reinick. Wigand, Leipzig 1849. urn:nbn:de:hbz:061:2-598
- J. P. Hebel’s alemannische Gedichte für Freunde ländlicher Natur und Sitten. Ins Hochdeutsche übertragen von R. Reinick. Mit Bildern nach Zeichnungen von Ludw. Richter. Wigand, Leipzig 1851 (books.google.de).
- Erzählungen und Gedichte von Robert Reinick. Bildschmuck von Max Liebenwein. Verlag Lehrerhausverein Linz 1909
- Robert Reinick’s Märchen-, Lieder- und Geschichtenbuch. Gesammelte Dichtungen Reinick’s für die Jugend. 3., vermehrte Auflage, Vehlhagen und Klasing: Bielefeld und Leipzig, 1876 (archive.org).